# Illice fasciata
Illice fasciata là một loài bướm đêm thuộc phân họ Arctiinae, họ Erebidae.